# Liste d'élections en 1899
Chronologie des élections
- 1895
- 1896
- 1897
- 1898
- 1899
- 1900
- 1901
- 1902
- 1903

Cet article recense les élections organisées durant l'année 1899.

## Élections nationales en 1899
Cette section concerne les élections législatives et présidentielles dans un état souverain, éventuellement fédéral, ainsi que leurs principaux référendums.
| Date                            | État       | Élection ou référendum   | Contexte | Résultat |
| ------------------------------- | ---------- | ------------------------ | -------- | --- |
| 25 janvier 1898 - 19 avril 1899 | États-Unis | Sénat (en)               |          | Cette section est vide, insuffisamment détaillée ou incomplète. Votre aide est la bienvenue ! Comment faire ? |
| 1999                            | États-Unis | Chambre (en)             |          | Cette section est vide, insuffisamment détaillée ou incomplète. Votre aide est la bienvenue ! Comment faire ? |
| 1899                            | Liberia    | Présidentielle (en)      |          | Cette section est vide, insuffisamment détaillée ou incomplète. Votre aide est la bienvenue ! Comment faire ? |
| 1899                            | Pérou      | Présidentielle (en)      |          | Cette section est vide, insuffisamment détaillée ou incomplète. Votre aide est la bienvenue ! Comment faire ? |
| Janvier                         | Salvador   | Présiedntielle (en)      |          | Cette section est vide, insuffisamment détaillée ou incomplète. Votre aide est la bienvenue ! Comment faire ? |
| 7 février                       | Grèce      | Législatives             |          | Cette section est vide, insuffisamment détaillée ou incomplète. Votre aide est la bienvenue ! Comment faire ? |
| 18 février                      | France     | Présidentielle           |          | Cette section est vide, insuffisamment détaillée ou incomplète. Votre aide est la bienvenue ! Comment faire ? |
| 1er mars                        | Uruguay    | Présidentielle (es)      |          | Cette section est vide, insuffisamment détaillée ou incomplète. Votre aide est la bienvenue ! Comment faire ? |
| 16 avril                        | Espagne    | Générales                |          | Cette section est vide, insuffisamment détaillée ou incomplète. Votre aide est la bienvenue ! Comment faire ? |
| 13 juin                         | Luxembourg | Législatives             |          | Cette section est vide, insuffisamment détaillée ou incomplète. Votre aide est la bienvenue ! Comment faire ? |
| 11 juillet                      | Pays-Bas   | 1re Chambre (nl)         |          | Cette section est vide, insuffisamment détaillée ou incomplète. Votre aide est la bienvenue ! Comment faire ? |
| Août                            | Équateur   | Vice-présidentielle (es) |          | Cette section est vide, insuffisamment détaillée ou incomplète. Votre aide est la bienvenue ! Comment faire ? |
| 29 octobre                      | Suisse     | Fédérales                |          | Cette section est vide, insuffisamment détaillée ou incomplète. Votre aide est la bienvenue ! Comment faire ? |
| 26 novembre                     | Portugal   | Législatives (en)        |          | Cette section est vide, insuffisamment détaillée ou incomplète. Votre aide est la bienvenue ! Comment faire ? |

## Élections en subdivisions nationales en 1899
Cette section concerne les élections législatives dans un État fédéré, une subdivision territoriale ou une colonie d'un État souverain, ainsi que leurs principaux référendums.
| Date                      | Subdivision            | État               | Élection ou référendum  | Contexte | Résultat |
| ------------------------- | ---------------------- | ------------------ | ----------------------- | -------- | --- |
| 1899                      | Îles Féroé             | Danemark           | Générales (en)          |          | Cette section est vide, insuffisamment détaillée ou incomplète. Votre aide est la bienvenue ! Comment faire ? |
| 18 février                | Nouveau-Brunswick      | Canada             | Générales               |          | Cette section est vide, insuffisamment détaillée ou incomplète. Votre aide est la bienvenue ! Comment faire ? |
| 7 mars                    | Malte                  | Empire britannique | Générales (en)          |          | Cette section est vide, insuffisamment détaillée ou incomplète. Votre aide est la bienvenue ! Comment faire ? |
| 17 mars - 30 septembre    | Suède                  | Suède-Norvège      | 1re Chambre (sv)        |          | Cette section est vide, insuffisamment détaillée ou incomplète. Votre aide est la bienvenue ! Comment faire ? |
| 17 avril                  | Zambézie du Sud        | Rhodésie           | Conseil législatif (en) |          | Cette section est vide, insuffisamment détaillée ou incomplète. Votre aide est la bienvenue ! Comment faire ? |
| 25 avril                  | Bulgarie               | Empire ottoman     | Législatives (en)       |          | Cette section est vide, insuffisamment détaillée ou incomplète. Votre aide est la bienvenue ! Comment faire ? |
| 29 avril                  | Australie-Méridionale  | Empire britannique | Coloniales (en)         |          | Cette section est vide, insuffisamment détaillée ou incomplète. Votre aide est la bienvenue ! Comment faire ? |
| 29 avril                  | Australie-Méridionale  | Empire britannique | Référendum              |          | Cette section est vide, insuffisamment détaillée ou incomplète. Votre aide est la bienvenue ! Comment faire ? |
| 28 juin                   | Nouvelle-Galles du Sud | Empire britannique | Référendum              |          | Cette section est vide, insuffisamment détaillée ou incomplète. Votre aide est la bienvenue ! Comment faire ? |
| 25 juillet - 30 septembre | Suède                  | Suède-Norvège      | 2de Chambre (sv)        |          | Cette section est vide, insuffisamment détaillée ou incomplète. Votre aide est la bienvenue ! Comment faire ? |
| 27 juillet                | Tasmanie               | Empire britannique | Référendum              |          | Cette section est vide, insuffisamment détaillée ou incomplète. Votre aide est la bienvenue ! Comment faire ? |
| 27 juillet                | Victoria               | Empire britannique | Référendum              |          | Cette section est vide, insuffisamment détaillée ou incomplète. Votre aide est la bienvenue ! Comment faire ? |
| 28 septembre              | Queensland             | Empire britannique | Référendum              |          | Cette section est vide, insuffisamment détaillée ou incomplète. Votre aide est la bienvenue ! Comment faire ? |
| 6 décembre - 19 décembre  | Nouvelle-Zélande       | Empire britannique | Législatives            |          | Cette section est vide, insuffisamment détaillée ou incomplète. Votre aide est la bienvenue ! Comment faire ? |
| 7 décembre                | Manitoba               | Canada             | Générales (en)          |          | Cette section est vide, insuffisamment détaillée ou incomplète. Votre aide est la bienvenue ! Comment faire ? |